# Julio G
Julio G, född i Lynwood, Kalifornien, är en hip-hop DJ. Han har sagts vara en av dem som gjorde gangsta rap stort när han arbetade på KDAY, en radio station i Los Angeles, Kalifornien, och spelade musiken. 
Innan hans tid på KDAY så arbetade han som DJ på en annan radio station som hette "92.3 The Beat" (som nu heter "100.3 The Beat"). Julio G har jobbat med artister som  Snoop Dogg, Xzibit, Soopafly vid flera tillfällen (Julio G's theme och Julio G 2001 theme). Den senaste låten som släppts heter "Get rich or die tryin'" som är med Snoop Dogg och som släpptes på DubCNN i december 2005 . Han har också deltagit i TV-spelet Grand Theft Auto: San Andreas som DJ i spelets radio station: Radio Los Santos. Han deltog även på Snoop Doggs album som gjordes 2006, The Blue Carpet Treatment.

## Diskografi
- Julio G - Westside Radio Vol. 1
- Julio G - Westside Radio Vol. 2
- Julio G - Westside Radio Vol. 3
- Julio G and Snoop Dogg - Westside Radio Vol. 4